# 장수 나들목 (인천)
장수 나들목(Jangsu IC)은 인천광역시 남동구 장수동과 부평구 구산동에 걸쳐 설치된 수도권제1순환고속도로의 26번 교차로이며, 무네미로와 입체 교차된다. 인천 시내 (남동구 일대)로 진출할 수 있으며, 인근에 인천대공원이 있다. 무네미로를 통해 직진하면 서창 분기점 (영동고속도로, 제2경인고속도로)과 연계된다. 고속도로 본선 상에 신호등이 설치되어 있다.

## 연혁
- 1992년 8월 20일 : 나들목 신설을 위해 인천도시계획시설 교통광장에 인천직할시 북구 장수동, 구산동 일대를 장수 나들목으로 고시[1]
- 1998년 7월 24일 : 서울외곽순환고속도로 장수 ~ 서운 구간 개통에 따라 영업 개시[2]
- 1999년 11월 26일 : 장수 나들목 ~ 산본 나들목 구간 개통
- 2007년 7월 11일 : 2008년까지 나들목 감속차로 연장 공사를 위해 인천광역시 남동구 장수동 구간 도로구역 변경[3]

## 구조물 정보
- 위치: 인천광역시 남동구 장수동, 부평구 구산동

## 접속하는 도로
- 무네미로
- 수현로
- 간접 연결 : 국도 제42호선 (수인로·백범로, 장수사거리 이용)

## 특징
성남 방향 진출과 고양 방향 진입만 가능하다.